# Henryk Rzewuski

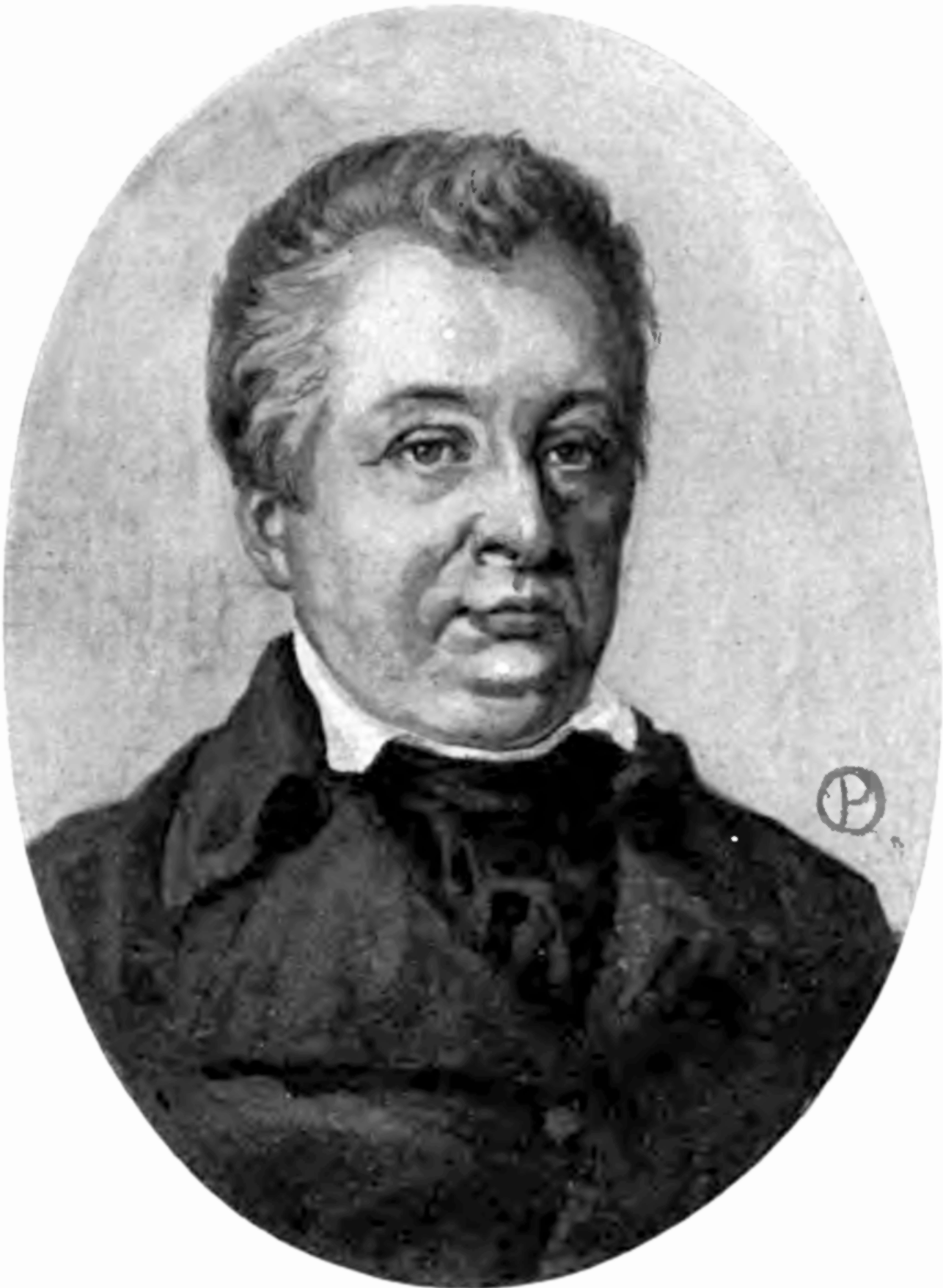
Henryk Rzewuski.

Henryk Rzewuski, född 3 maj 1791 i Slavuta, död 28 februari 1866 i Tjudniv, var en polsk greve och författare, son till Adam Wawrzyniec Rzewuski, sonsons son till Wacław Rzewuski. 
Rzewuski deltog i kriget 1809 och blev i Italien bekant med Adam Mickiewicz, som förmådde honom att nedskriva sina memoarer från Stanisław II Augusts tid, Pamiętniki Pana Seweriny Soplicy, cześnika parnawskiego (1832–39, tysk översättning 1876), som i konservativ anda skildrar det polska adelssamhället under senare delen av 1700-talet. 
Stort uppseende väckte på sin tid hans under pseudonymen Jarosz Bejła utgivna samhällssatirer Mieszaniny obyczajowe (Förvirrade seder, 1841–43). Hans historiska romaner, Listopad (November, 1845), Zamek Krakowski (Slottet i Kraków, 1847) och Samuel Zborowski, hetman kozakow zoporozskich (om Samuel Zborowski, 1855) är föga betydande. År 1850 blev han sekreterare hos Ivan Paskevitj i Warszawa och uppsatte tidningen "Dziennik Warszawski", som dock snart avtynade på grund av sin reaktionära och klerikala hållning, varpå Rzewuski drog sig tillbaka till Volynien.